# Lynn Ellsworth Stalbaum
Lynn Ellsworth Stalbaum (Waterford, 15 de mayo de 1920 - Bethesda, 17 de junio de 1999) fue un político estadounidense. Se desempeñó como miembro de la Cámara de representante de Estados Unidos por Wisconsin.

## Biografía
Stalbaum nació en una granja cerca de Waterford, Wisconsin en el condado de Racine. Asistió a las escuelas públicas y se graduó de la Escuela Agrícola del Condado de Racine en 1936. Trabajó en el Departamento de Agricultura de los Estados Unidos en el condado de Racine desde 1936 hasta 1944, y se desempeñó como funcionario administrativo desde 1937. Stabaum sirvió en la Marina de los Estados Unidos de 1944 a 1946 y luego fue un vendedor de alimentos de 1946 a 1951. Se casó con Alice Gunderson en 1950.
Fue secretario-tesorero de la Asociación Cooperativa de Productores de Leche de Racine y gerente de Harmony Dairy Co. de 1951 a 1964. En 1954 fue elegido para el Senado del estado de Wisconsin (reelegido en 1958 y 1962), donde se desempeñó como presidente del caucus en 1957, 1959 y 1961, y como líder asistente de la minoría en 1963. Fue elegido demócrata en el 89.º Congreso (3 de enero de 1965 – 3 de enero de 1967) y fue candidato fracasado a la reelección en 1966 al Nonagésimo Congreso y a la elección en 1968 al Nonagésimo primer Congreso. Stalbaum fue consultor legislativo de cooperativas eléctricas y lácteas rurales de 1968 a 1985. Residió en Bethesda, Maryland hasta su muerte el 17 de junio de 1999.